# Robert Donat
Robert Donat (Withington, Manchester, 1905. március 18. – London, 1958. június 9.) Oscar-díjas angol színész.

## Élete és pályafutása
Színi tanulmányait Manchesterben végezte. 1921-ben Birmingham-ben lépett színpadra, ahol Shakespeare-szerepekkel tűnt fel. 1929-ben Liverpoolba szerződött. 1932-től filmezett. 1960-ban csillagot kapott a Hollywood Walk of Fame-en.
Játékstílusát könnyed elegancia jellemezte. A drámai és vígjátéki helyzetekben egyaránt mindig hiteles alakítást nyújtott. Hollywoodban romantikus nagyvonalúsággal formálta meg Gróf Monte Christot (1934). Emlékezetes szerepe az Eladó kísértet (1935) kettős figurája – a kísértet és az elszegényedett utód – René Clair derűs szatírájában. Oscar-díjat kapott az Isten vele, tanár úr! (1939) főszerepéért. Mr. Chips alakjában hitelesen ábrázolta egy pedagógus áldozatos életét pályakezdésétől öreg napjaiig. Jellemábrázoló képességét, erejét a Varázsdobozban (1951) is igazolta, ahol William Friese-Greent, a filmtechnika angol pionírját elevenítette meg.

## Magánélete
1929–1946 között Ella Annesley Voysey volt a felesége. Három gyermekük született: Joanna Donat (1931), John Donat (1933) és Brian Donat (1936). 1953–1958 között Renée Asherson (1915-2014) angol színésznő volt a párja.

## Halála
Robert 1958. június 9-én halt meg Londonban, 53 évesen. Életrajzírója Kenneth Barrow, halála okáról azt írta: „Lehet, hogy az asztma ártott neki, de kiderült, hogy agyi trombózisa és tojás nagyságú agydaganata is volt.”

## Filmjei
- A holnap embere (Men of Tomorrow) (1932)
- Készpénz (Cash) (1933)
- VIII. Henrik magánélete (1933)
- Gróf Monte Cristo (1934)
- 39 lépcsőfok (1935)
- Eladó kísértet (1935)
- A páncél nélküli lovag (Knight Without Armour) (1937)
- Réztábla a kapu alatt/A citadella (1938)
- Isten vele, tanár úr! (1939)
- A fiatal Mr. Pitt (The Young Mr. Pitt) (1942)
- Az újoncok (1943)
- Tartu kalandjai (The Adventures of Tartu) (1943)
- Tökéletes idegenek (1945)
- A Winslow fiú (The Winslow Boy) (1948)
- Varázsdoboz (The Magic Box) (1951)
- A Hatodik Boldogság fogadója (1958)

## Díjai
- Oscar-díj a legjobb férfi főszereplőnek (1939) Isten vele, tanár úr!

## Fordítás
- Ez a szócikk részben vagy egészben  a   Robert Donat című angol Wikipédia-szócikk fordításán alapul.  Az eredeti cikk szerkesztőit annak laptörténete sorolja fel. Ez a jelzés csupán a megfogalmazás eredetét és a szerzői jogokat jelzi, nem szolgál a cikkben szereplő információk forrásmegjelöléseként.